# Naum Veqilharxhi

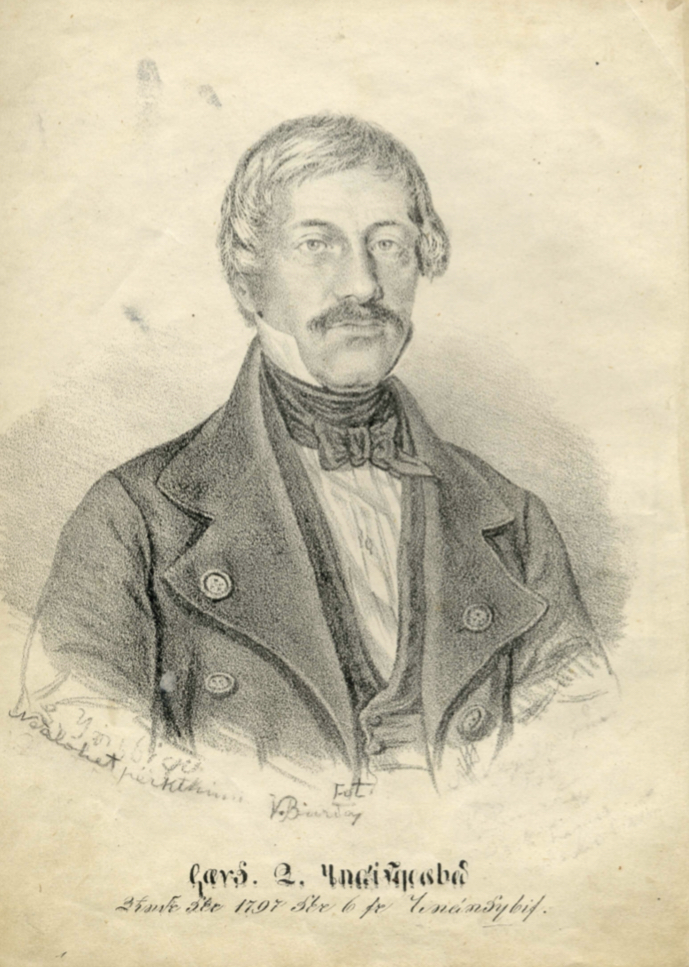
Naum Veqilharxhi (Gemälde eines anonymen walachischen Malers um 1844)

Naum Veqilharxhi (* 6. Dezember 1797 in Bredh bei Vithkuq, Kreis Korça; † 1846 in Istanbul) war ein albanischer Anwalt, Gelehrter und politischer Aktivist. Er gilt als erster Vertreter der albanischen Nationalbewegung Rilindja, weil er in seinen Schriften die Fremdherrschaft durch das Osmanische Reich anprangerte und dazu aufrief, mittels einer eigenen modernen Schriftsprache die Ideen eines albanischen nationalen Erwachens zu verbreiten.

## Leben
Naum Veqilharxhi wurde als Naum Panajot Haxhi Llazar Bredhi 1797 im südostalbanischen Dorf Bredh bei Vithkuq in der Region von Korça geboren. Veqilharxhi absolvierte seine Studien in Rumänien, wohin er 1819 nach der Zerstörung seines Heimatdorfes Vithkuq ausgewandert war. Im Jahr 1821 nahm er dort an einem Aufstand gegen das Osmanische Reich teil (so genannter Walachischer Aufstand). Später war er als Anwalt in Brăila tätig, wo er vermutlich bis zu seinem Lebensende lebte. Veqilharxhi wurde – vermutlich von orthodoxen Griechen – 1846 in Istanbul vergiftet.

## Politisches Wirken
Veqilharxhi leistete Pionierarbeit bei der Herausbildung des Bewusstseins für eine moderne albanische Schriftsprache. Er galt vielen Intellektuellen und Politikern mit nationalistischen Ideen als Vorbild.

„Kultura mund të fitohet vetëm në gjuhën amtare.“

„Die Kultur kann nur in der Muttersprache erlangt werden.“

Im Jahre 1836 gab Veqilharxhi einen Rundbrief heraus, der sich an alle wohlhabenden orthodoxen Albaner richtete. In diesem Rundbrief wird die kulturelle Rückständigkeit des albanischen Volkes beklagt, deren Ursache die türkische Fremdherrschaft sein soll. Zur Überwindung dieser Zustände forderte er die Schaffung einer modernen albanischen Schriftsprache und die Verbreitung von kulturellem Schriftgut in albanischer Sprache. Eine weitere politische Schrift von Veqilharxhi war ein offener Brief an seinen Neffen, der in Wien studierte, aus dem Jahre 1846.
Bereits seit dem Jahre 1824 oder 1825 arbeitete Veqilharxhi an einem Alphabet, welches er im Jahre 1844 in einem acht Seiten umfassenden Büchlein mit dem Titel Evëtori Shqip Fort i Shkurtër (Albanisches Alphabet kurz und einprägsam) veröffentlichte. Die zweite Auflage im Jahre 1845 umfasste 48 Seiten und wurde unter dem Titel Faré i ri abétor shqip per djélm nismetore (Ganz neues Lehrbuch zum Erlernen der Albanischen Schrift) veröffentlicht.

## Das Vithkuq-Alphabet

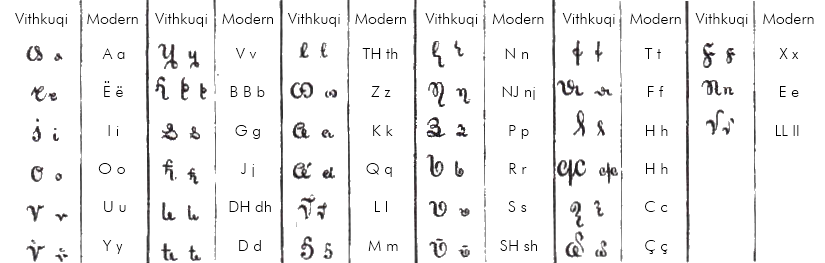
Das von Naum Veqilharxhi entwickelte Alphabet und seine moderne Entsprechung (nach Karl Faulmann, 1880)

Naum Veqilharxhi versuchte das von ihm entwickelte Alphabet so religiös und politisch neutral wie möglich zu gestalten, indem er die einzelnen Buchstaben losgelöst von ihren Entsprechungen in der arabischen, lateinischen oder griechischen Schrift gestaltete. Dabei konnte es die einzelnen Laute der albanischen Sprache nahezu perfekt wiedergeben; unzureichend war lediglich die Wiedergabe der Digraphen „gj“, „rr“, „xh“ sowie „zh“.
Heute wird das Alphabet oft als Vithkuq-Alphabet bezeichnet. Bereits im Jahre 1854 erwähnte der Albanologe Johann Georg von Hahn das Alphabet von Naum Veqilharxhi in seiner Schrift Albanesische Studien als Schrift von Büthakukje. Eine genaue Darstellung lieferte Carl Faulmann in Das Buch der Schrift im Jahre 1880 als Schrift Büthakukye's.

## Schriften

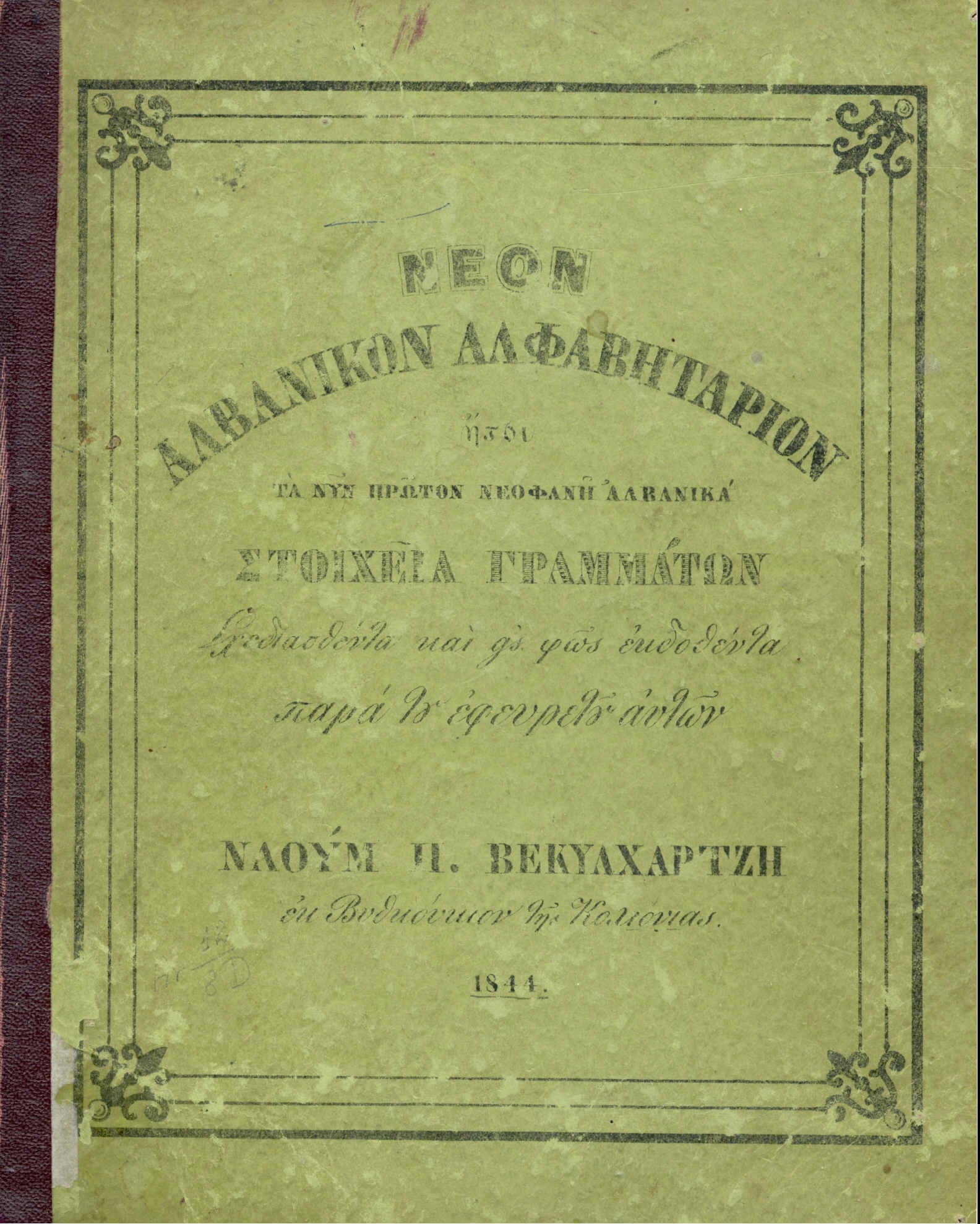
Faré i ri abétor shqip per djélm nismetore

- Rundbrief an alle wohlhabenden orthodoxen Albaner. (1836)
- Evëtori Shqip Fort i Shkurtër. (1844)
- Faré i ri abétor shqip per djélm nismetore. (1845)
- Offener Brief an seinen Neffen in Wien (1846)